# Пематангсиантар
Пема́тангсиа́нтар (индон. Pematangsiantar) — город в Индонезии, на севере острова Суматра, неподалёку от озера Тоба.
Население города по данным на 1990 год составляло 204 тыс. жителей (ещё в 1971 году оно составляло 129 тыс. жителей). В 2013 году численность населения составляла 492,1 тыс. человек.
Экономика города основана на предприятии по переработке сельскохозяйственного сырья и прядильном производстве, в городе также развита лесопильная промышленность, функционирует университет. Пематангсиантар является вторым после Медана торгово-промышленным центром провинции Северная Суматра.

## История
Вплоть до 1907 года Пематангсиантар был королевством династии англ. Damanik. Последним его монархом стал англ. Tuan Sangnawaluh Damanik. Коренные жители Пематангсиантара — батаки и англ. Simalungunese, сейчас[когда?]

его также населяют яванцы и китайцы.
В 1907 году Нидерланды получили над Пематангсиантаром контроль и сделали его своей колонией.

## Архитектура
В Пематангсиантаре сохранились здания колониального периода начача XX века. Центр города плотно застроен домами на 2–4 этажа. Административные и общественные здания оформлены в национальном стиле. В городе множество культовых сооружений, в том числе буддийский храм Авалокитешвары, в котором расположена самая высокая в стране статуя божества милосердия Гуаньинь высотой 22,8 метров. Также есть мечети и несколько христианских церквей и монастырей.